# Kagawa Kageki

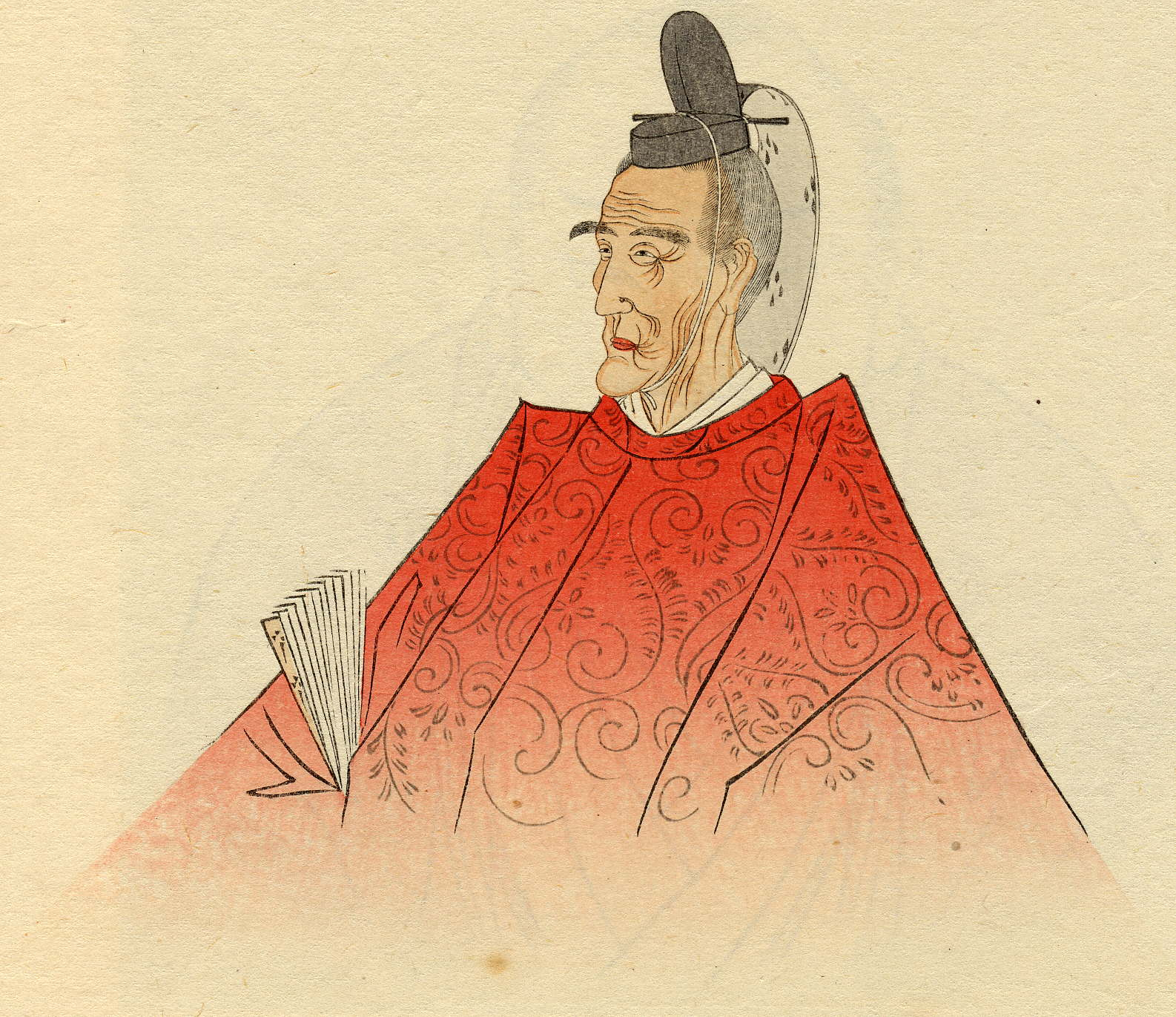
Kagawa Kageki im Kokubungaku Meika Shōzōshū (1939)

Kagawa Kageki (jap. 香川 景樹; * 25. Mai 1768 im Lehen Tottori (heute Präfektur Tottori); † 26. April 1843) war ein japanischer Tanka-Dichter. Seine Dichternamen waren unter anderem Keien (桂園, „Kuchenbaum-Garten“) und Tōutei (東塢亭).

## Leben und Wirken
Kagawa war der zweite Sohn des Samurai Arai Kosanji (荒井 小三次). Im Alter von 25 Jahren ging er nach Kyōto und wurde dort Schüler von Kagawa Kagetomo, dessen Familie ihn adoptierte. 1796 lernte er Ozawa Roan kennen, dessen Ideal der "einfachen Worte" (tadagoto uta) entscheidenden Einfluss auf ihn hatte und ihn in Gegenposition zur Poetik von Dichtern wie Kamo no Mabuchi brachte. Kagawa war Begründer der nach seinem Pseudonym benannten Dichterschule Keien-ha (桂園派).